# Ja sam žena
Ja sam žena drugi je studijski album splitske glazbenice Meri Cetinić, kojeg 1980. godine objavljuje diskografska kuća Jugoton.
Materijal za album snimljen je u "Antesonic Studio" u Arnhemu, Nizozemska. Ovo je prvi album kojeg Meri Cetinić u cijelosti autorski potpisuje. Album je postigao dijamantsku nakladu i kao takav bio je prvi u Hrvatskoj pop glazbi. Na albumu sudjeluju i neki nizozemski glazbenici.

## Popis pjesama

### A strana
1. "Ja sam žena" (4:01)
2. "Ponekad me nazovi" (3:04)
3. "Odvedi me negdje" (2:55)
4. "Zabava je završena" (3:53)
5. "Plačući za tobom uz zvuke klavira" (3:14)

### B strana
1. "Slobodna sam" (4:25)
2. "Posljednja pjesma o tebi" (3:36)
3. "Ja moram dalje" (4:02)
4. "Ti" (4:09)
5. "Budi dobra prema njemu" (3:15)

## Izvođači
- Meri Cetinić - Vokali
- Nico Groen - Bubnjevi
- Steve Clisby - Saksofon (solo), glasovir (skladba: B4)
- Ante Cetinić - sve ostale instrumente

### Produkcija
- Producent i aranžer - Ante Cetinić
- Skladatelj - Meri Cetinić (osim: B4 Slobodan M. Kovačević, B5 Zdenko Runjić)
- Tekstovi -  lvica Flesch  (skladbe: A1, A2, A3, A4, A5), Zoran Krčum (skladba: B1), Meri Cetinić (skladbe: B2, B3), Slobodan M. Kovačević (skladba: B4), Jakša Fiamengo (skladba: B5)
- Snimatelj - Ante Cetinić

## Vanjske poveznice
- Službene stranice Meri Cetinić - Recenzija albuma